# Лушин, Владимир Михайлович
Влади́мир Миха́йлович Лу́шин (10 сентября 1962) — советский и российский футболист, защитник, российский арбитр.

## Биография
С 1980 по 1983 год играл за «Ростсельмаш», в 95 матчах забил 4 гола. В 1984 году перешёл в ростовский СКА, в составе которого дебютировал в Высшей лиге СССР, где провёл 1 встречу. В 1985 году выступал за «Атоммаш», в 26 поединках отметился 2 мячами.
В 1986 году сыграл 5 встреч за орджоникидзевский «Спартак». В сезоне 1989 года защищал цвета «Кубани», провёл 14 матчей в первенстве и 1 встречу в Кубке СССР, после чего в том же году пополнил ряды ростовского СКА, в котором уже выступал ранее, и где затем играл до 1990 года, проведя за это время 33 матча.
Сезон 1990 году завершал в липецком «Металлурге», принял участие в 28 поединках команды. С 1991 по 1993 год выступал за сочинскую «Жемчужину», всего за это время сыграл 75 матчей и забил 1 гол в первенствах СССР и России и в чемпионате России, из них 10 встреч провёл в Высшей лиге. В сезоне 1992 года стал вместе с командой победителем Первой лиги России. В сезоне 1993 года играл также за адлерское «Торпедо». В 1994 году провёл 6 матчей за белореченский «Химик».
С 1996 по 2006 год работал арбитром, обслуживал матчи третьей лиги, второго и первого дивизионов и Кубка России. С 2009 года — инспектор РФС.

## Достижения
- Победитель Первой лиги России: 1992